# Botiza
Botiza é uma comuna romena localizada no distrito de Maramureș, na região histórica da Transilvânia. A comuna possui uma área de 74.80 km² e sua população era de 2861 habitantes segundo o censo de 2007.
Botiza é famosa pela produção local de tapetes de algodão trabalhados à mão.